# Aurel Manga
Aurel Manga (ur. 24 lipca 1992 w Paryżu) – francuski lekkoatleta specjalizujący się w biegach płotkarskich, brązowy medalista halowych mistrzostw świata w Birmingham (2018).

## Osiągnięcia
| Rok  | Impreza                                 | Miejsce    | Konkurencja                | Lokata     | Wynik |
| ---- | --------------------------------------- | ---------- | -------------------------- | ---------- | ----- |
| 2009 | Gimnazjada                              | Doha       | bieg na 110 m przez płotki | 4. miejsce | 13,73 |
| 2013 | Młodzieżowe mistrzostwa Europy          | Tampere    | bieg na 100 m              | półfinał   | 10,57 |
| 2013 | Młodzieżowe mistrzostwa Europy          | Tampere    | sztafeta 4 × 100 m         | 6. miejsce | 39,46 |
| 2016 | Mistrzostwa Europy                      | Amsterdam  | bieg na 110 m przez płotki | 6. miejsce | 13,47 |
| 2017 | Halowe mistrzostwa Europy               | Belgrad    | bieg na 60 m przez płotki  | 5. miejsce | 7,58  |
| 2017 | Superliga drużynowych mistrzostw Europy | Lille      | bieg na 110 m przez płotki | 2. miejsce | 13,35 |
| 2017 | Mistrzostwa świata                      | Londyn     | bieg na 110 m przez płotki | eliminacje | 13,58 |
| 2018 | Halowe mistrzostwa świata               | Birmingham | bieg na 60 m przez płotki  | 3. miejsce | 7,54  |
| 2018 | Mistrzostwa Europy                      | Berlin     | bieg na 110 m przez płotki | 7. miejsce | 13,51 |
| 2019 | Halowe mistrzostwa Europy               | Glasgow    | bieg na 60 m przez płotki  | 3. miejsce | 7,63  |
| 2021 | Halowe mistrzostwa Europy               | Toruń      | bieg na 60 m przez płotki  | 5. miejsce | 7,63  |
| 2021 | Igrzyska olimpijskie                    | Tokio      | bieg na 110 m przez płotki | 8. miejsce | 13,38 |
| 2022 | Mistrzostwa Europy                      | Monachium  | bieg na 110 m przez płotki | półfinał   | 13,70 |

Medalista mistrzostw Francji.

## Rekordy życiowe
- Bieg na 60 metrów przez płotki (hala) – 7,53 (2017, 2018)
- Bieg na 110 metrów przez płotki – 13,24 (2021, 2024)